# 苑田右二
苑田 右二（そのだ ゆうじ、1973年7月5日 - ）は、日本の元ラグビー選手・コーチ。元神戸製鋼コベルコスティーラーズヘッドコーチ。
法政大学ラグビー部ヘッドコーチ。

## プロフィール
- 大阪府枚方市出身。
- ポジションはスクラムハーフ。
- 日本代表キャップは18。
- ニックネームはSON（ソン）。

## 来歴
ラグビーを始めるまでは野球に打ち込んでいたが、枚方市立第三中学校で2年からラグビーを始める。当初のポジションはセンターだった。
啓光学園高校2年からはスクラムハーフに転向。3年時に全国高校選手権大会（花園）で優勝を果たす。高校日本代表にも選出された。
法政大学では1年からレギュラーで試合に出場し、全国大学選手権大会で優勝。2年時には同大会準優勝。4年時には主将を務めた。在学時には学生日本代表にも選出された。
大学卒業後は神戸製鋼に入社。入社以来3年間は左手首骨折、左膝内側靭帯損傷など怪我に苦しみ、スクラムハーフのポジションには堀越正巳がいたため、試合に出場する機会には恵まれなかった。
1999年度シーズンは退社した堀越の穴を埋める活躍を見せてレギュラーとして活躍、同年度の全国社会人大会優勝、日本選手権優勝に貢献した。
2002年度シーズンは主将を務めた。
2003年W杯にも出場した。
2009-10シーズンはコーチ兼選手となり、シーズン後に現役引退。
2010-11シーズンからヘッドコーチに就任。2013-14シーズン終了後に辞任。
　2016年、母校の法政大学ラグビー部ヘッドコーチに就任。